# Phytomyza seseleos
Phytomyza seseleos är en tvåvingeart som beskrevs av Erich Martin Hering 1957. Phytomyza seseleos ingår i släktet Phytomyza och familjen minerarflugor.
Artens utbredningsområde är Tyskland. Inga underarter finns listade i Catalogue of Life.